# Memleket Spor Kulübü 2016-2017 (pallavolo maschile)
Questa voce raccoglie le informazioni riguardanti il Memleket Jimnastik Kulübü nelle competizioni ufficiali della stagione 2016-2017.

## Organigramma societario
Area direttiva
- Presidente: Ahmet Gökhan Gökmen

Area tecnica
- Allenatore: Abdülhamit Binmez (fino a novembre), Bahadır Aksoy (da novembre)
- Allenatore in seconda: Fikret Ayan
- Assistente allenatore: Yakup Aktaş
- Scoutman: Kerem Taha Solmaz

## Rosa
| N° | Nome            | Ruolo | Data di nascita  | Nazionalità sportiva |
| -- | --------------- | ----- | ---------------- | -------------------- |
| 1  | Aslan Ekşi      | P     | 14 maggio 1989   | Turchia              |
| 3  | Mert Tetik      | S     | 27 agosto 1993   | Turchia              |
| 5  | Faik Yaz        | S     | 9 aprile 1984    | Turchia              |
| 6  | Mehmet Almaz    | C     | 1º gennaio 1984  | Turchia              |
| 7  | Engin Özbek     | S     | 3 settembre 1982 | Turchia              |
| 7  | Berke Tan       | S     | 20 ottobre 1996  | Turchia              |
| 8  | Metin Durmuş    | L     | 2 maggio 1989    | Turchia              |
| 9  | Igor Jovanović  | P     | 17 maggio 1990   | Serbia               |
| 11 | Murat Karakaya  | L     | 27 giugno 1987   | Turchia              |
| 12 | Onur Kurt       | C     | 18 luglio 1992   | Turchia              |
| 13 | Taha Sabah      | O     | 5 maggio 1994    | Turchia              |
| 14 | Bünyamin Aslan  | C     | 13 agosto 1996   | Turchia              |
| 16 | Mete Güngör     | O     | 21 febbraio 1988 | Turchia              |
| 17 | Cem Köy         | P     | 24 gennaio 1994  | Turchia              |
| 18 | Filip Stoilović | S     | 11 ottobre 1992  | Serbia               |
| 20 | Kaan Susam      | S     | 11 agosto 1993   | Turchia              |

## Statistiche

### Statistiche di squadra
| Competizione     | Punti | In casa | In casa | In casa | In trasferta | In trasferta | In trasferta | Totale | Totale | Totale |
| Competizione     | Punti | G       | V       | P       | G            | V            | P            | G      | V      | P      |
| ---------------- | ----- | ------- | ------- | ------- | ------------ | ------------ | ------------ | ------ | ------ | ------ |
| Efeler Ligi      | 1,07  | 11      | 0       | 11      | 11           | 0            | 11           | 28     | 0      | 28     |
| Coppa di Turchia | -     | 1       | 0       | 1       | 1            | 0            | 1            | 2      | 0      | 2      |
| Totale           | -     | 12      | 0       | 12      | 12           | 0            | 12           | 30     | 0      | 30     |

G = partite giocate; V = partite vinte; P = partite perse

### Statistiche dei giocatori
| Giocatore    | Efeler Ligi | Efeler Ligi | Efeler Ligi | Efeler Ligi | Efeler Ligi | Coppa di Turchia | Coppa di Turchia | Coppa di Turchia | Coppa di Turchia | Coppa di Turchia | Totale | Totale | Totale | Totale | Totale |
| Giocatore    | P           | PT          | AV          | MV          | BV          | P                | PT               | AV               | MV               | BV               | P      | PT     | AV     | MV     | BV     |
| ------------ | ----------- | ----------- | ----------- | ----------- | ----------- | ---------------- | ---------------- | ---------------- | ---------------- | ---------------- | ------ | ------ | ------ | ------ | ------ |
| M. Almaz     | 7           | 42          | 32          | 6           | 4           | -                | -                | -                | -                | -                | 7      | 42     | 32     | 6      | 4      |
| B. Aslan     | 26          | 123         | 83          | 26          | 14          | 2                | 15               | 13               | 1                | 1                | 28     | 138    | 96     | 27     | 15     |
| M. Durmuş    | 26          | 0           | 0           | 0           | 0           | 2                | 0                | 0                | 0                | 0                | 28     | 0      | 0      | 0      | 0      |
| A. Ekşi      | 10          | 18          | 8           | 1           | 9           | 2                | 5                | 1                | 1                | 3                | 12     | 23     | 9      | 2      | 12     |
| M. Güngör    | 15          | 105         | 87          | 12          | 6           | -                | -                | -                | -                | -                | 15     | 105    | 87     | 12     | 6      |
| I. Jovanović | 7           | 9           | 3           | 5           | 1           | -                | -                | -                | -                | -                | 7      | 9      | 3      | 5      | 1      |
| M. Karakaya  | 10          | 3           | 2           | 0           | 1           | 0                | 0                | 0                | 0                | 0                | 10     | 3      | 2      | 0      | 1      |
| C. Köy       | 16          | 36          | 13          | 10          | 13          | 2                | 0                | 0                | 0                | 0                | 18     | 36     | 13     | 10     | 13     |
| O. Kurt      | 11          | 65          | 47          | 16          | 2           | 2                | 12               | 9                | 3                | 0                | 13     | 77     | 56     | 19     | 2      |
| E. Özbek     | 15          | 111         | 99          | 8           | 4           | 1                | 8                | 5                | 1                | 2                | 16     | 119    | 104    | 9      | 6      |
| T. Sabah     | 27          | 223         | 199         | 9           | 15          | 2                | 19               | 14               | 1                | 4                | 29     | 242    | 213    | 10     | 19     |
| F. Stoilović | 11          | 116         | 101         | 8           | 7           | -                | -                | -                | -                | -                | 11     | 116    | 101    | 8      | 7      |
| K. Susam     | 22          | 80          | 51          | 22          | 7           | 2                | 9                | 8                | 1                | 0                | 24     | 89     | 59     | 23     | 7      |
| B. Tan       | 9           | 21          | 20          | 0           | 1           | -                | -                | -                | -                | -                | 9      | 21     | 20     | 0      | 1      |
| M. Tetik     | 23          | 189         | 167         | 18          | 4           | 2                | 21               | 20               | 1                | 0                | 25     | 210    | 187    | 19     | 4      |
| F. Yaz       | 10          | 87          | 80          | 6           | 1           | -                | -                | -                | -                | -                | 10     | 87     | 80     | 6      | 1      |

P = presenze; PT = punti totali; AV = attacchi vincenti; MV = muri vincenti; BV = battute vincenti